# Andrew Robinson (Neighbours)
Andrew Benito Robinson Alessi es un personaje ficticio de la serie de televisión australiana Neighbours, interpretado por el actor Jordan Patrick Smith del 13 de noviembre de 2009, hasta el 29 de marzo de 2013. Anteriormente fue interpretado por el infante Shannon Holmes

## Antecedentes
Es muy buen amigo de Natasha Williams y Summer Hoyland.

## Biografía
Andrew apareció por primera vez en 1991 como el hijo recién nacido de Paul Robinson y Christina "Chrissy" Alessi. Al inicio Paul y Christina pelearon por cómo debía llamarse su nuevo hijo: Christina quería llamarlo Benito como su tío pero Paul quería ponerle Paul Robinson Jr., y al final decidieron llamarlo Andrew. 
Durante sus primeros 18 meses de vida su familia experimentó muchos problemas: primero sufrió una crisis nerviosa después de entrar en dificultades financieras y poco después sus padres se divorciaron luego de que Paul le fuera infiel a Christina con su propia hermana Caroline Alessi.
Andrew quedó en medio de una batalla por su custodia, sin embargo sus padres llegaron a un acuerdo antes de que se fuera para llevar el nuevo Lassiter en Hawái. Pero la familia no estuvo ahí por mucho tiempo, ya que Paul tuvo que regresar después de acusar a su cuñado Philip Martin de fraude.
La familia luego se mudó a Brasil, sin embargo Paul regresó de nuevo a Australia por la muerte de su abuela Helen Daniels. Andrew también vivió en Scotland y poco después se mudó a Sídney con su madre lo que resultó en que Paul no tuviera mucho contacto con él.
Andrew regresó de nuevo en el 2009 cuando apareció en el club en donde Ringo Brown, Donna Freedman, Kate Ramsay y Zeke Kinski celebraban haberse graduado, en el club las primeras en conocerlo son Donna y Kate ya que Andrew les permite saltarse la cola. En el club después de que Donna y Ringo pelearan, Andrew comienza a coquetear con ella y poco después pasan la noche juntos. 
Su próxima aparición fue en Navidad cuando se presentó en Charlie's para ver a Paul. Al inicio Paul no lo reconoció así que Andrew se presentó como su hijo y Paul quedó contento de verlo después de tanto tiempo. Sin embargo el verdadero motivo por el que Andrew fue a visitar a su padre pronto se reveló cuando unos hombres comenzaron a perseguirlo pidiéndole los 5,000 que Andrew les debía, así que después de pedirle ayuda a su padre este decidió ayudarlo pero solo si Andrew lo pagaba trabajando.
Después de perseguir a Donna y ayudarla con su negocio Andrew comienza un romance con ella sin embargo este termina cuando Scott "Griffo" Griffin roba una memoria de USB con una grabación en la que Donna y Andrew están juntos y la pasa en Charlie's. Por lo sucedido Paul amenaza a Andrew de mandarlo lejos, pero más tarde cambia de parecer. Andrew decide volver su atención en Summer Hoyland y comienza a competir con su primo Harry Ramsay por ganarse su amor, sin embargo sus intentos no resultan y Summer escoge a Harry.
Poco después Andrew se mete en varios problemas con su padre y Rebecca cuando envía accidentalmente un correo diciéndole a todos los clientes de Lassiters que ya no se necesita de ellos, cuando Paul se entera amenaza de nuevo a Andrew de mandarlo con su madre. Luego cuando Summer decide hacer una pequeña fiesta Andrew comienza a enviar información acerca de esta por Facebook y ocasiona que la fiesta se vuelva grande y todo comienza a salirse de control tanto que Rebecca se ve obligada a llamar a la policía y humilla a Andrew obligándolo a pedirle disculpas a Stephanie Scully, sin embargo este se niega.
Después del incidente Rebecca llama a la madre de Andrew, Christina Alessi y le dice que la situación no está funcionando, sin embargo Christina le dice que no quiere que Andrew vuelva a casa. Así que Andrew decide tratar de ser un mejor hijo para que su padre no lo eche.
Sin embargo Andrew comienza a armar un plan para separar a su padre de Rebecca y se las arregla para hacer que Kyle Canning sea contratado en Charlie's y le pide que coquetee con ella.
Andrew comienza a ayudar a su padre con la campaña publicitaria de Pirate Net y contrata a Natasha Williams para que sea la cara de la estación de radio, después de tomarle algunas fotos se sorprende cuando su prima Kate le dice que Natasha es la hija del nuevo director de Erinsborough High, Michael Williams. Poco después Andrew y Natasha se besan y Andrew la apoya en la escuela cuando comienza a tener problemas con Summer, más tarde Natasha y Andrew terminan sin embargo luego regresan.
A pesar de que Andrew sale con Natasha, en realidad esconde sus verdaderos sentimientos por Summer, poco después de que por fin Andrew y Summer se declararan su amor el uno por el otro el día de Navidad, la casa comienza a incendiarse y los jóvenes quedan atrapados, cuando Natasha se da cuenta entra a salvar a Summer ignorando que Andrew esta con ella, cuando Michael entra a rescatarlos pronto los cuatro quedan atrapados, después de ser rescatados por los bomberos, todos se recuperan en el hospital, sin embargo a pesar de verse a escondidas con Summer, Andrew sigue saliendo con Natasha.
En agosto de 2012 Andrew junto a Chris Pappas, Natasha, Sophie Ramsay y Summer Andrew se dirigen a un concierto para celebrar el cumpleaños de Andrew, pero cuando Natasha descubre que Andrew falsificó su firma y le vendió a Dale Madden una idea de su novio Ed Lee después de que ella le dijera que no firmaría el contrato por lo que comienzan a discutir y cuando Andrew intenta quitarle el teléfono a Natasha para que esta no le hablará a la policía ocasionan que Chris pierda el control del auto y chocan. Andrew queda se golpea la cabeza y queda inconsciente, pero se recuperarse en el hospital. Poco después Andrew comienza a preocuparse cuando empieza sufrir de desorientación, mareos, desmayos y ataques pero decide esconder lo que le pasa a su padre, cuando decide ir al hospital el doctor Karl Kennedy lo diagnostica con epilepsia, el enfermero Aidan Foster lo anima a que le cuente a Paul acerca de su diagnóstico pero él decide no hacerlo y le pide que guarde el secreto. Poco después Paul y Andrew compran Charlie's
A finales de marzo de 2013 Andrew decide irse de Erinsborough con su novia Natasha a viajar por Europa.